# Wit-Russisch honkbalteam

De Wit-Russische vlag.

Het Wit-Russisch honkbalteam is het nationale honkbalteam van Wit-Rusland. Het team vertegenwoordigt Wit-Rusland tijdens internationale wedstrijden.
Het Wit-Russisch honkbalteam sloot zich in 1994 aan bij de Europese Honkbalfederatie (CEB), de continentale bond voor Europa van de IBAF.

## Kampioenschappen

### Europees kampioenschap onder-16
Wit-Rusland nam één enkele keer deel aan het Europees kampioenschap honkbal onder-16. De zevende plaats werd behaald.
| Editie    | 2007 |
| Prestatie | 7e   |

### Europees kampioenschap onder-12
Wit-Rusland nam één enkele keer deel aan het Europees kampioenschap honkbal onder-12. De zesde plek werd behaald.
| Editie    | 2006 |
| Prestatie | 6e   |